# Pioneering Spirit
La Pioneering Spirit (in precedenza chiamata Pieter Schelte) è la nave da costruzione più grande del mondo, progettata per l'installazione e la rimozione di piattaforme e condutture petrolifere e di gas di dimensioni eccezionali. 
Progettata dalla compagnia olandese Allseas, la nave è lunga 382 m e larga 124 m, è stata costruita in Corea del Sud da Daewoo Shipbuilding & Marine Engineering (2011-14) con un costo di 2,6 miliardi di euro e ha iniziato le operazioni offshore ad agosto 2016.
Nel giugno 2017 Pioneering Spirit ha iniziato la posa della prima linea del gasdotto Turkish Stream da 930 km di South Transport B.V, nel Mar Nero.
Allseas si sta impegnando a realizzare una versione ancora più grande della nave con lo stesso design, Allseas Amazing Grace.